# 동아대학교 석당박물관
동아대학교 석당박물관은 동아대학교의 박물관으로 1959년 11월 창설되으며, 2013년 9월 1일 동아대학교 석당박물관으로 명칭이 변경되었다.

## 건물
현재 동아대학교 석당박물관 건물은 본래 경상남도청이 진주에 있던 것을 부산으로 옮기면서 건립한 경상남도청 건물이다. 일제강점기에 건립되었으며 한국 전쟁 당시에는 대한민국 정부가 임시로 이 건물을 정부청사로 사용하였다. 건물을 처음 건립할 때는 일(一)자형 모양의 평면 모양을 가졌으나 1960년대에 증·개축을 거쳐 지금과 같은 날 일(日)자 모양으로 바뀌었다. 정면 가운데에는 현관 포치(porch)가 돌출되어 있고, 가운데와 양쪽 끝 부분을 돌출시키고 그 위쪽을 박공지붕으로 구성하는 등 전체적으로 위엄 있는 형태를 가지고 있다. 대한민국 근대사의 정치 및 사회적인 변화를 간직하고 있는 건물로 부산광역시의 대표적인 근대 공공 건축물이다.
건평은 1,819m2(19,437평)이며, 대진열실(1·2층), 특별진열실, 별관, 자료창고, 정리실, 유물보존처리실이 갖추어져 있다.

## 소장품
동아대학교 석당박물관은 국보 2건, 보물 14건, 등록문화재 2건, 부산시 지정문화재 31건 등을 소장하고 있다.

### 국보
- 동궐도 동아대학교본

### 보물
- 양산 금조총 출토 유물 일괄 - 보물 제1921호

### 등록문화재
- 부산 전차

### 온라인 전시
박물관 대표 소장품을 구글 컬처렬 인스티튜트(www.google.com/culturalinstitute)의 아트프로젝트를 통해 전 세계적으로 공개하고 있으며, 스트리트 뷰 및 구글 플레이를 통한 앱 서비스도 제공한다.